# Mark C
El Medium Mark C Hornet va ser un tanc britànic desenvolupat durant la Primera Guerra Mundial, però produït massa tard per a veure'n en combat.

## Desenvolupament
El 1917, el Senyor William Tritton va crear el Medium Mark A Whippet sense el seu cooperant Walter Gordon Wilson de la RNAS. En resposta, el senyor Wilson va començar a dissenyar un nou model millorat, el Medium Mark B, el juliol de 1917. Tan aviat com es van veure les intencions d'en Wilson, en Tritton va ordenar al cap d'enginyers, William Rigby, de dissenyar un model competitiu: el Medium Mark C. Els dibuixos van ser aprovats per l'Exèrcit Britànic el 19 d'abril de 1918. El prototip va estar acabat a l'agost, unes quantes setmanes abans del prototip del Medium B també en construcció en la fàbrica d'en Tritton. En un principi, es van demanar 200 tancs; després es va augmentar a 600, tots per ser produïts per la William Foster & Co Ltd a Lincoln amb Armlet & Wortley com a subcontractista. El nom col·loquial del tanc va ser "Hornet", però se sap que gairebé no s'utilitzava.